# Aeroporto Regional de São Gabriel da Cachoeira
O Aeroporto Regional de São Gabriel da Cachoeira (IATA: SJL, ICAO: SBUA), chamado também de Aeroporto de Uaupés, está localizado no município de São Gabriel da Cachoeira, no Estado do Amazonas. 